# Montclar-sur-Gervanne
Montclar-sur-Gervanne ist eine französische Gemeinde mit 195 Einwohnern (Stand: 1. Januar 2022) im Département Drôme in der Region Auvergne-Rhône-Alpes; sie gehört zum Arrondissement Die und zum Kanton Crest. Die Bewohner werden Montclarois und Montclaroises genannt.

## Geografie
Montclar-sur-Gervanne liegt etwa 28 Kilometer südöstlich von Valence an der Gervanne. Umgeben wird Montclar-sur-Gervanne von den Nachbargemeinden Beaufort-sur-Gervanne im Norden, Eygluy-Escoulin im Nordosten, Saillans im Osten, Mirabel-et-Blacons im Süden sowie Suze im Westen.

## Bevölkerungsentwicklung
| Jahr                       | 1962 | 1968 | 1975 | 1982 | 1990 | 1999 | 2006 | 2019 |
| -------------------------- | ---- | ---- | ---- | ---- | ---- | ---- | ---- | ---- |
| Einwohner                  | 236  | 228  | 182  | 170  | 154  | 157  | 182  | 191  |
| Quellen: Cassini und INSEE |      |      |      |      |      |      |      |      |

## Sehenswürdigkeiten
- Kirche Saint-Marcel aus dem 12. Jahrhundert, seit 1926 als Monument historique eingeschrieben
- Kirche Saint-Jacques und Saint-Philippe im Ortsteil Vaugelas
- Donjon von 1474
- Burg Vachères aus dem 16. Jahrhundert

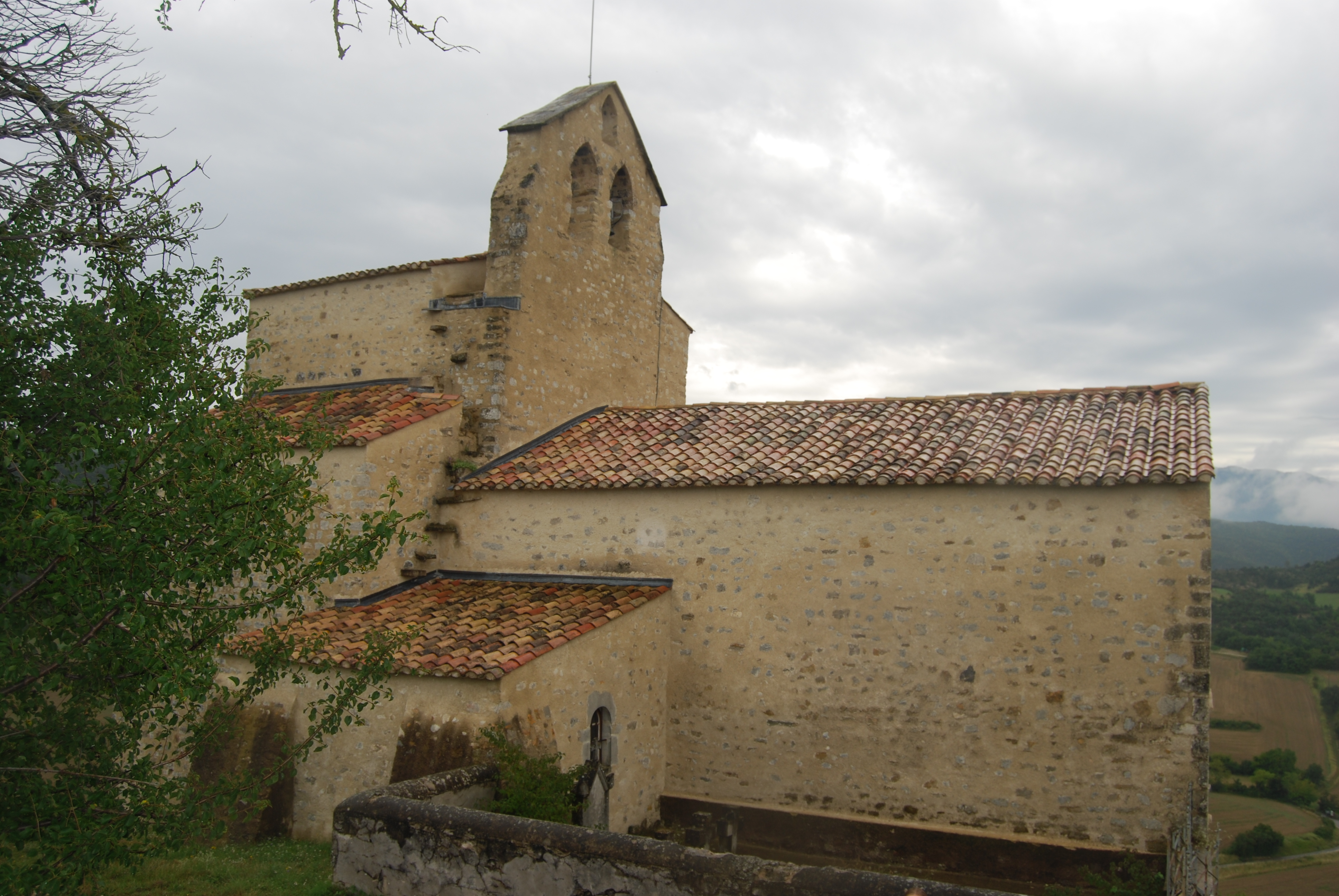
Kirche Saint-Marcel
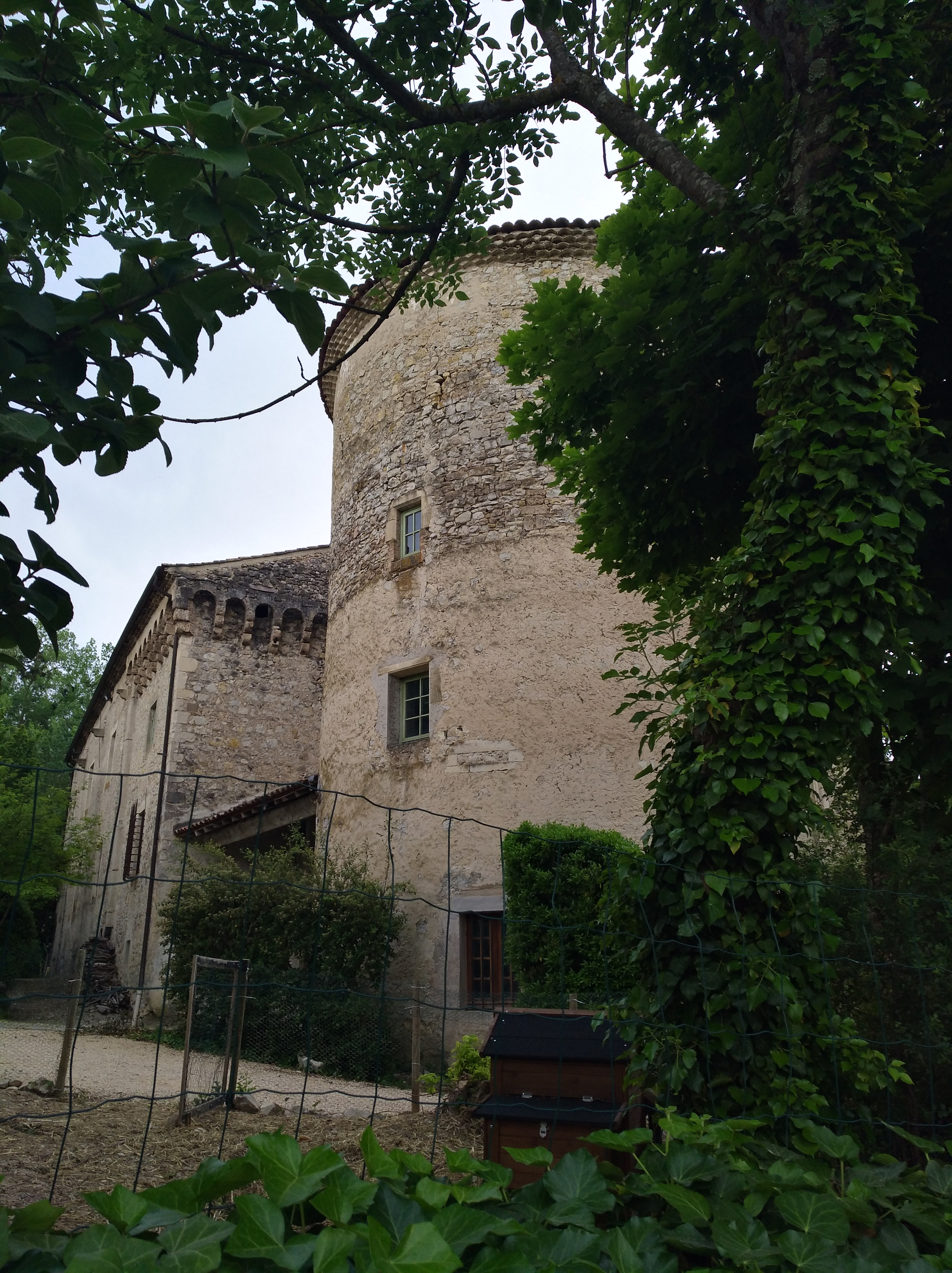
Burg Vachères